# Wahlbezirk Böhmen 32
Der Wahlbezirk Böhmen 32 war ein Wahlkreis für die Wahlen zum Abgeordnetenhaus im österreichischen Kronland Böhmen. Der Wahlbezirk wurde 1907 mit der Einführung der Reichsratswahlordnung geschaffen und bestand bis zum Zusammenbruch der Habsburgermonarchie.

## Geschichte
Nachdem der Reichsrat im Herbst 1906 das allgemeine, gleiche, geheime und direkte Männerwahlrecht beschlossen hatte, wurde mit 26. Jänner 1907 die große Wahlrechtsreform durch Sanktionierung von Kaiser Franz Joseph I. gültig. Mit der neuen Reichsratswahlordnung schuf man insgesamt 516 Wahlbezirke mit je einem zu wählenden Abgeordneten, die durch Direktwahl mit allfälliger Stichwahl bestimmt wurden. Der Wahlkreis Böhmen 32 umfasste die Städte, Märkte und Gemeinden Příbram, Birkenberg, Hořowitz, Hostomitz, Rokitzan, Radnitz, Bresnitz, Rozmital, Dobříš und Blatna. Aus der Reichsratswahl 1907 ging Václav Johanis von der Tschechischen Sozialdemokratischen Partei als Sieger hervor. Er wurde bei der Reichsratswahl 1911 von Jan Slavíček von der Tschechisch national-sozialen Partei abgelöst.

## Wahlen
Die Reichsratswahl 1907 wurde am 14. Mai 1907 (erster Wahlgang) durchgeführt. Die Stichwahl entfiel auf Grund der absoluten Mehrheit von Václav Johanis im ersten Wahlgang.

### Reichsratswahl 1907
| Kandidat                                                              | Partei                                      | Wahlkreisstimmen | Prozent |
| --------------------------------------------------------------------- | ------------------------------------------- | ---------------- | ------- |
| Václav Johanis                                                        | Tschechische Sozialdemokratische Partei     | 4199             | 51,5 %  |
| Václav Vorel                                                          | Jungtschechen                               | 1890             | 23,2 %  |
| Ladislav Machač                                                       | Tschechisch radikal-fortschrittliche Partei | 1465             | 18,0 %  |
| Koblmünzer                                                            | Christlichsoziale Partei                    | 577              | 7,1 %   |
|                                                                       | Sonstige Parteien                           | 25               | 0,3 %   |
| Wahlberechtigte: 9182, Ungültige Stimmen: 31, Wahlbeteiligung: 89,2 % |                                             |                  |         |

### Reichsratswahl 1911
Die Reichsratswahl 1911 wurde am 13. Juni 1911 sowie am 20. Juni 1911 (Stichwahl) durchgeführt.

#### Erster Wahlgang
| Kandidat                                                              | Partei                                               | Wahlkreisstimmen | Prozent |
| --------------------------------------------------------------------- | ---------------------------------------------------- | ---------------- | ------- |
| Václav Johanis                                                        | Tschechische Sozialdemokratische Partei              | 3819             | 45,6 %  |
| Jan Slavíček                                                          | Tschechisch national-soziale Partei                  | 2555             | 30,5 %  |
| Josef Choč                                                            | Christlichsoziale Partei                             | 1041             | 12,4 %  |
| Antonín Sobotka                                                       | Tschechische staatsrechtlich-fortschrittliche Partei | 952              | 11,3 %  |
|                                                                       | Sonstige                                             | 16               | 0,2 %   |
| Wahlberechtigte: 9498, Ungültige Stimmen: 27, Wahlbeteiligung: 88,5 % |                                                      |                  |         |

#### Stichwahl
| Kandidat                                                              | Partei                                  | Wahlkreisstimmen | Prozent |
| --------------------------------------------------------------------- | --------------------------------------- | ---------------- | ------- |
| Jan Slavíček                                                          | Tschechisch national-soziale Partei     | 4682             | 54,2 %  |
| Václav Johanis                                                        | Tschechische Sozialdemokratische Partei | 3958             | 45,8 %  |
| Wahlberechtigte: 9498, Ungültige Stimmen: 30, Wahlbeteiligung: 91,3 % |                                         |                  |         |